# 円谷一夫
円谷 一夫（つぶらや かずお、1961年1月18日 - ）は、元・円谷プロダクション名誉会長。東京都出身。祖父は円谷英二、父は円谷皐。

## 来歴・人物
玉川大学文学部卒業後、1983年、円谷プロダクションに新卒入社。営業課長、営業部長をへて、1995年、円谷皐の死を受けて社長。2003年円谷昌弘に社長を譲り会長。2007年会長兼務で八代社長となるが、2008年解任、会長から名誉会長をへて、2009年退任。長らく消息不明であったが、2021年のインタビュー本『ウルトラマンティガ  25年目の証言録』にて久々に公の場に姿を現した。平成ウルトラシリーズ全般を監修。
実相寺昭雄のファン。好きなものは神戸市と自動車。『ウルトラセブン』第43話「第四惑星の悪夢」に出演した女優・歌手の愛まち子とは知人。
小学生時代に『ウルトラセブン』に登場するウルトラホーク1号のことを作文に書いて、世田谷区の作文コンクールで優勝した経歴を持つ。
好きなウルトラ怪獣はキングジョー、タッコング、ツインテール。

## エピソード
- 『有言実行三姉妹シュシュトリアン』のファンで、ウルトラマンが登場した第40話「ウルトラマンに逢いたい」では、円谷プロの「一夫さん」として出演した。
- 会社が経営危機に陥った際、経費節減策として長年会長室で飼い続けていた淡水フグを手放した。
- ウルトラ愛の五つの誓い

社員やスタッフの結婚式で新郎に下記の5つの事柄を宣誓させる。
1. 「奥さんを大切にする。」
2. 「休日は家庭サービスに努める。」
3. 「一年に一回は家族旅行をする。」
4. 「ウルトラマンファミリーのように明るい家庭を築く。」
5. 「子どもができたらウルトラマン好きにする。」

- 『ウルトラマンティガ』と『ウルトラマンダイナ』では4本のストーリー原案も担当している。円谷は小学生時代に鵠沼に住んでおり、『ティガ』第46話「いざ鎌倉！」はその頃に好きになった江ノ電を出したいという想いから考えられた[3]。
- 円谷プロ以外での仕事を経験せず、父円谷皐から子飼いの役員を受け継いだ結果、ワンマン主義になったと従弟の円谷英明から指摘された[4]。

## 出演作品

### テレビドラマ
- 有言実行三姉妹シュシュトリアン 第40話「ウルトラマンに逢いたい」（1993年、フジテレビ / 東映） - 一夫さん ※友情出演とクレジット
- ムーンスパイラル 第2話「異様な小鳥たち」（1996年、日本テレビ） - セミナー出席者 ※ノンクレジット

### 映画
- ウルトラマンティガ THE FINAL ODYSSEY（2000年、松竹） - マドカ・ダイゴの介添え人 ※ノンクレジット

### DVD
- 『ウルトラセブン』VOL.12特典映像「ウルトラアベンディックス」（1999年、デジタルウルトラシリーズ）

## 参加作品

### プロデューサー
- 電光超人グリッドマン
- ウルトラマンパワード

### 製作総指揮
- ウルトラマンゼアス
  - ウルトラマンゼアス2 超人大戦・光と影
- ウルトラマンカンパニー
- 甦れ!ウルトラマン
- ウルトラマンティガ
  - ウルトラマンティガ THE FINAL ODYSSEY
  - ウルトラマンティガ外伝 古代に蘇る巨人
- ウルトラニャン
  - ウルトラニャン 星空から舞い降りたふしぎネコ
  - ウルトラニャン2 ハッピー大作戦
- ウルトラマンダイナ
  - ウルトラマンティガ&ウルトラマンダイナ 光の星の戦士たち
  - ウルトラマンダイナ 帰ってきたハネジロー
- ウルトラマンガイア
  - ウルトラマンティガ・ウルトラマンダイナ&ウルトラマンガイア 超時空の大決戦
  - ウルトラマンガイア ガイアよ再び
- ウルトラマンM78劇場 Love & Peace
- ブースカ! ブースカ!!
- サイバー美少女テロメア
- ウルトラマンコスモス
  - ウルトラマンコスモス THE FIRST CONTACT
  - ウルトラマンコスモス2 THE BLUE PLANET
  - ウルトラマンコスモス2 THE BLUE PLANET ムサシ（13才）少年編
- 新世紀ウルトラマン伝説

### 監修
- ムーンスパイラル
- ウルトラマン超闘士激伝
- オタスケガール
- ウルトラマンコスモスVSウルトラマンジャスティス THE FINAL BATTLE
- 新世紀2003ウルトラマン伝説 THE KING'S JUBILEE
- ウルトラマンネクサス
  - ULTRAMAN
- ウルトラマンメビウス&ウルトラ兄弟
- ウルトラギャラクシー大怪獣バトル
- 大決戦!超ウルトラ8兄弟

### 監修・製作
- ウルトラマンマックス
- ウルトラマンメビウス
- ULTRASEVEN X

### 企画
- ウルトラマンVS仮面ライダー
- 平成ウルトラセブン
  - ウルトラセブン誕生30周年記念3部作
  - ウルトラセブン1999最終章6部作
  - ウルトラセブン誕生35周年“EVOLUTION”5部作
- ウルトラマンネオス